# سال‌های طلایی هالیوود (آلبوم)
سال‌های طلایی هالیوود نام یک آلبوم موسیقی اثر  شهرداد روحانی، هنرمند ایرانی است که در سبک  سمفونی تهیه شده و دارای ۱۲ آهنگ است. 

## فهرست آهنگ‌ها
| ردیف | آهنگ                 |
| ۱    | The century fox      |
| ۲    | Taras theme          |
| ۳    | Star trek            |
| ۴    | Out of africa        |
| ۵    | A presidents country |
| ۶    | The raiders          |
| ۷    | The mission          |
| ۸    | Around the world     |
| ۹    | Star wars            |
| ۱۰   | Nino rota medly      |
| ۱۱   | Dances with wolves   |
| ۱۲   | Mission impossible   |